# Microcarbo
Microcarbo är ett fågelsläkte i familjen skarvar inom ordningen sulfåglar. Det inkluderas tidigare i släktet Phalacrocorax. Microcarbo omfattar fem små skarvarter med utbredning från östra Europa till Australien samt i Afrika söder om Sahara:
- Svartvit skarv (M. melanoleucos)
- Långstjärtad skarv (M. africanus)
- Kronskarv (M. coronatus)
- Småskarv (M. niger)
- Dvärgskarv (M. pygmaeus)

En sjätte art, västaustralisk skarv (M. serventyorum) dog ut under förhistorisk tid och är endast känd från subfossila lämningar.